# Долішнє Белотинці
Долішнє Бело́тинці (болг. Долно Белотинци) — село в Монтанській області Болгарії. Входить до складу общини Монтана.

## Населення
За даними перепису населення 2011 року у селі проживали 644 особи.
Національний склад населення села:
| Національність   | Кількість осіб | Відсоток |
| ---------------- | -------------- | -------- |
| болгари          | 598            | 92,9%    |
| цигани           | 46             | 7,1%     |
| турки            | 0              | 0%       |
| інша             | 0              | 0%       |
| не визначились   | 0              | 0%       |
| Всього відповіли | 644            |          |

Розподіл населення за віком у 2011 році:
Динаміка населення: